# Верх-Нязь
Верх-Нязь (рос. Верх-Нязь) — присілок в Ігринському районі Удмуртії, Росія.

## Населення
Населення — 199 осіб (2010; 210 в 2002).
Національний склад станом на 2002 рік:
- удмурти — 87 %

## Урбаноніми[3]
- вулиці — Лісова, Молодіжна, Нова, Праці, Центральна